# Three Central
Le Three Central est un gratte-ciel de 200 mètres construit en 2017 à Makati aux Philippines.